# Lymire nitens
Lymire nitens är en fjärilsart som beskrevs av Rothschild 1912. Lymire nitens ingår i släktet Lymire och familjen björnspinnare. Inga underarter finns listade i Catalogue of Life.